# Paul van den Hoven
Paulus Jacobus (Paul) van den Hoven (Gouda, 9 oktober 1954) is een Nederlands neerlandicus,  jurist en hoogleraar Taal en Communicatie aan de Universiteit Utrecht en de Universiteit van Tilburg.
Van den Hoven studeerde Nederlandse taal- en letterkunde en algemene literatuurwetenschap aan de Universiteit Utrecht en vervolgde hier met een studie rechten. In 1984 promoveerde hij hier op het proefschrift "Het formuleren van een formele kritiek op een betogende tekst : een uitgewerkt voorbeeld van een procedureconstructie."
In 1979 begon hij als wetenschappelijk medewerker en docent Nederlands aan de Universiteit Utrecht. Hij werkte twee jaar lang - van 1983 tot 1985 - aan de Universiteit Leiden, maar kwam daarna weer terug in Utrecht. In 1988 werd hij hoogleraar Toegepaste taalwetenschappen als opvolger van Willem Drop. Sinds 2002 is hij hier hoogleraar Taal en Communicatie. In 2009 werd hij ook hoogleraar Taal en Communicatie aan de Universiteit van Tilburg.

## Publicaties
- 1983. Recht spreken, krom schrijven : een bescheiden taalgids voor juristen. Met D.A. Jonker en H.Th.J.F. van Maarseveen. Deventer : Kluwer.
- 1984. Het formuleren van een formele kritiek op een betogende tekst : een uitgewerkt voorbeeld van een procedureconstructie. Proefschrift Utrecht. Dordrecht : Foris.
- 1987. Argumenteren in de voorlichting : een praktische handleiding. Muiderberg : Coutinho.
- 1993. Taal in onderwijs en organisatie : een vlootschouw van onderzoek. Met Wolfgang Herrlitz (red.). Utrecht : Centre for Language and Communication.
- 2002. De mythe van het recht : over een betekenis van het rechterlijk discours. Utrecht : Universiteit Utrecht.
- 2009. Beeld >< taal : over een strijd tussen beeld en taal, het strafproces en de taak van de geesteswetenschappen. Inaugurele rede Universiteit van Tilburg.